# MJ (motorfiets)
MJ is een historisch merk van motorfietsen.
De bedrijfsnaam was: Fürst Hohenzollernsche Maschinenfabrik, Immendingen.
Dit was een Duitse firma die enkele proefmodellen met 249cc-tweetaktmotoren bouwde, die echter nooit in productie gingen. Daarna leverde men 339- tot 746 cc tweecilinder zijklep-boxermotoren met lucht- en waterkoeling, ook als inbouwmotor aan andere merken, zoals Heller. In 1926 werd MJ door de firma Mehne overgenomen. De productie bij MJ liep van 1924 tot 1926.